# Pecos Kanvas (álbum)
Pecos Kanvas es el segundo álbum de estudio del cantante venezolano del mismo nombre. Fue editado en 1974.

## Lista de canciones
1. Deja Entrar la Claridad
2. Hables de Mi
3. Mi Amigo el Viento
4. Pretendemos
5. Adió Adiós Amor
6. Tu Cariño se Me Va
7. Voy a Tu Lado
8. Como un Niño
9. Triki Triki Triki
10. Vivir Junto a Ti

- Datos: Q18817132